# Франсишка Жозефа Португальская
Франсишка Жозефа Португальская (порт. Francisca Josefa de Portugal), полное имя Франси́шка Жозе́фа Мари́я Шавье́р де Брага́нса (порт. Francisca Josefa Maria Xavier de Bragança; 30 января 1699, Лиссабон, королевство Португалия — 15 июля 1736, там же) — португальская принцесса из дома Браганса, урождённая инфанта Португальская.

## Биография

### Ранние годы
Франсишка Жозефа Португальская родилась во дворце Рибейра в Лиссабоне 30 января 1699 года. Она была седьмым ребёнком и второй дочерью в семье португальского короля Педру II и Марии Софии, пфальцской принцессы из дома Виттельсбахов. Для отца инфанты это был второй брак; в первом браке у него родился единственный ребёнок — инфанта Изабелла Луиза. По отцовской линии Франсишка Жозефа приходилась внучкой португальскому королю Жуану IV и испанской аристократке Луизе де Гусман из рода герцогов Медина-Сидония. По материнской линии она была внучкой пфальцского курфюрста Филиппа Вильгельма и Елизаветы Амалии, принцессы из Дармштадтской ветви Гессенского дома.
Спустя месяц инфанту крестили в капелле во дворце Рибейра. Восприемника, которым согласился стать будущий император Иосиф I, на крестинах представлял Нуно Альвареш Перейра де Мелу, герцог Кадавал. Вскоре после рождения Франсишки Жозефы умерла её мать. Воспитание дочери отец доверил сестре, вдовствующей британской королеве Екатерине Генриетте.

### Брачные проекты
После смерти инфанты Терезы, невесты будущего императора Священной Римской империи Карла VI, король Педру II предложил жениху в невесты младшую дочь, пятилетнюю инфанту Франсисшку Жозефу, но из-за слишком юного возраста принцессы и начавшейся войны за испанское наследство брачный проект потерпел неудачу. По окончании войны при дворе в Лиссабоне рассматривался проект брака Франсишки Жозефы с сардинским наследным принцем Виктором Амадеем Савойским, сыном сардинского короля Виктора Амадея II и Анны Марии, французской принцессы из Орлеанской ветви дома Бурбонов. Однако и этот брачный проект потерпел неудачу, так, как жених скоропостижно скончался от оспы. Инфанта осталась не замужней и всю жизнь прожила при дворе брата, португальского короля Жуана V. Франсишка Жозефа Португальская умерла в Лиссабоне 15 июля 1736 года. Она была похоронена в пантеоне дома Браганса в Лиссабоне.